# 皇后街 (渥太華)
皇后街（英語：Queen Street）是加拿大安大略省渥太華市中心的一條東西向主幹路。該街道為雙向，各有一兩條車道。輕鐵聯邦線在皇后街下方運行。

## 道路概述
該街道僅1.4（0.87英里），較士柏士街稍長。街道東始於伊利近街以東夾羅倫斯費曼里（Lawrence Freiman Lane）處。伊利近街可看作皇后街之延續。該街道兩側都是摩天大樓，其中許多由加拿大政府使用。

## 外部連結
- City of Ottawa renewal project （页面存档备份，存于）